# Ramerberg
Ramerberg là một đô thị trong huyện Rosenheim bang Bayern thuộc nước Đức.